# Jack Cartwright
Jack Cartwright (* 22. September 1998 in Auchenflower, Brisbane, Queensland) ist ein australischer Schwimmer. Bei Olympischen Spielen erschwamm er eine Silbermedaille. Bis 2024 gewann er bei Weltmeisterschaften dreimal Gold und zweimal Silber, bei Commonwealth Games erhielt er zwei Goldmedaillen.

## Sportliche Karriere
Jack Cartwright siegte bei den Juniorenweltmeisterschaften 2015 mit der 4-mal-100-Meter-Freistilstaffel und wurde Zweiter mit der 4-mal-100-Meter-Mixed-Freistilstaffel. In beiden Staffeln schwamm auch Kyle Chalmers. In der 4-mal-100-Meter-Lagenstaffel trat Cartwright nur im Vorlauf an. Im Finale schwamm Kyle Chalmers die Freistil-Lage und schlug als Dritter an.
Zwei Jahre später konnte sich Cartwright für die Teilnahme an den Weltmeisterschaften 2017 in Budapest qualifizieren. Mit der 4-mal-100-Meter-Freistilstaffel erreichte Cartwright das Finale, dort wurde die Staffel aber disqualifiziert. Über 100 Meter Freistil schlug er als Siebter an mit 0,35 Sekunden Rückstand auf den Drittplatzierten. Die 4-mal-200-Meter-Freistilstaffel mit Clyde Lewis, Mack Horton, Alexander Graham und Jack Cartwright wurde Vierte, hatte allerdings 2,8 Sekunden Rückstand auf Bronze.
2018 bei den Commonwealth Games in Gold Coast siegte die australische 4-mal-100-Meter-Freistilstaffel mit Cameron McEvoy, James Magnussen, Jack Cartwright und Kyle Chalmers mit über zwei Sekunden Vorsprung vor den Engländern. Über 100 Meter Freistil wurde Cartwright Sechster. In der 4-mal-100-Meter-Lagenstaffel siegten die Australier, hier war Cartwright nur im Vorlauf dabei. Vier Monate später fanden die Pan Pacific Swimming Championships in Tokio statt. Über 100 Meter Freistil siegte Kyle Chalmers in 48,00 Sekunden, dahinter wurden Caeleb Dressel aus den Vereinigten Staaten und Jack Cartwright zeitgleich  Zweite in 48,22 Sekunden. Die 4-mal-200-Meter-Freistilstaffel mit Clyde Lewis, Kyle Chalmers, Alexander Graham und Jack Cartwright wurde Zweite hinter der US-Staffel. Die 4-mal-100-Meter-Freistilstaffel mit Jack Cartwright, Alexander Graham, James Roberts und Kyle Chalmers erkämpfte Silber hinter den Brasilianern mit einer Hundertstelsekunde Vorsprung vor den Japanern.
Als nach der Pause wegen der COVID-19-Pandemie der internationale Schwimmbetrieb wieder aufgenommen wurde, war Cartwright zunächst nicht dabei. Er kehrte erst 2022 zu den Weltmeisterschaften in Budapest zurück in die Weltspitze. Die 4-mal-100-Meter-Freistilstaffel mit William Yang, Matthew Temple, Jack Cartwright und Kyle Chalmers wurde mit anderthalb Sekunden Rückstand Zweite hinter dem US-Quartett, 0,15 Sekunden hinter den Australiern erreichten die Italiener das Ziel. In der 4-mal-100-Meter-Mixed-Freistilstaffel gewannen Cartwright, Chalmers, Madison Wilson und Mollie O’Callaghan mit neuem Weltrekord von 3:19,38 Sekunden.
Diesen Weltrekord verbesserten Jack Cartwright, Kyle Chalmers, Shayna Jack und Mollie O’Callaghan bei den Weltmeisterschaften 2023 in Fukuoka auf 3:18,83 Minuten und gewannen mit zwei Sekunden Vorsprung vor der Staffel aus den Vereinigten Staaten. Eine zweite Goldmedaille gewann Cartwright mit der 4-mal-100-Meter-Freistilstaffel in der Besetzung Jack Cartwright, Flynn Southam, Kai Taylor und Kyle Chalmers.
Im Februar 2024 bei den Weltmeisterschaften in Doha wurde Cartwright im Vorlauf über 100 Meter Freistil 17. und verpasste das Halbfinale um 0,09 Sekunden. Auch die 4-mal-100-Meter-Lagenstaffel verpasste als Vorlaufneunte den Endlauf. Die 4-mal-100-Meter-Mixed-Freistilstaffel mit Kai Taylor, Jack Cartwright, Alexandria Perkins und Abbey Harkin erreichte das Finale mit der drittschnellsten Vorlaufzeit. Im Endlauf wurden Kai Taylor, Jack Cartwright, Brianna Throssell und Shayna Jack Zweite hinter der chinesischen Staffel. Fünf Monate später bei den Olympischen Spielen in Paris erreichte die 4-mal-100-Meter-Freistilstaffel mit Jack Cartwright, William Yang, Flynn Southam und Kyle Chalmers das Finale mit der zweitschnellsten Vorlaufzeit. Im Finale siegte das Quartett aus den Vereinigten Staaten mit einer Sekunde Vorsprung vor Cartwright, Southam, Kai Taylor und Chalmers.